# 黃埔花園公共運輸交匯處
黃埔花園公共運輸交匯處是香港一個坑狀室內巴士總站，位於紅磡灣黃埔花園第八期黃埔廣場地下，旁邊另有專綫小巴總站，入口在德定街。黃埔花園公共運輸交匯處與紅磡（紅鸞道）公共運輸交匯處相當接近，兩者有互補之效。 
最早以黃埔花園為總站的巴士路線為九巴12A線，於1987年11月23日延長至黃埔花園，其後有一些路線以黃埔花園為總站，包括30X、212等。

## 總站巴士路線

### 九龍巴士8A線
- 黃埔花園 ↺ 尖沙咀

1986年11月16日投入服務，以循環線形式服務，途經紅磡站、尖沙咀東。

### 九龍巴士12A線
- 黃埔花園 ↔ 長沙灣（海達邨）

1956年7月4日投入服務，提供港鐵南昌站、深水埗、界限街、九龍城來往土瓜灣、紅磡及黃埔花園的巴士服務。

### 九龍巴士30X、230X線
30X
- 荃威花園 ↔ 黃埔花園

1989年2月27日投入服務，是一條特快巴士路線，途經紅磡、油麻地、旺角、深水埗、長沙灣、荃灣市中心及荃景圍。本線與九巴234X線和九巴238X線，同列荃灣區來往九龍的主幹線。
230X
- 荃威花園 → 黃埔花園

1992年6月1日投入服務，是荃灣區往九龍區的早晨特快線之一，由荃威花園單向前往黃埔花園，此線與30X線不同的是此線改經西九龍走廊、旺角、油麻地及尖沙咀，而不經長沙灣及深水埗。

### 城巴NA20線
- 黃埔花園 ↔ 港珠澳大橋香港口岸（經機場客運大樓）

2018年7月3日投入服務，途經尖沙咀東、尖沙咀、佐敦、油麻地、旺角、深水埗、長沙灣、美孚、荃灣路、青衣北岸公路、青嶼幹線、一號客運大樓，只於深宵時段提供服務。

## 途經巴士路線

### 九龍巴士5D線
- 德福花園 ↺ 紅磡

1981年12月1日為配合德福花園入伙，路線投入服務。途經啟業邨、麗晶花園、九龍城、土瓜灣、黃埔花園。

### 九龍巴士8P線
- 海逸豪園 ↺ 尖沙咀

1998年8月1日投入服務，目前本線是九巴唯一一條以「P」字尾的九龍區常規路線。途經黃埔花園、紅磡繞道、尖沙咀東。

### 過海隧道巴士115、115P線
115
- 九龍城碼頭 ↔ 中環（港澳碼頭）

1995年1月16日投入服務，彌補119線（即619線）改經東隧後於土瓜灣及紅磡的服務。現由九巴及新巴合營，途經黃埔花園、紅磡海底隧道。
115P
- 海逸豪園 → 中環（港澳碼頭）

1998年8月18日投入服務，現由九巴及新巴合營，由海逸豪園單向前往中環（港澳碼頭）。本線為中巴專營權結束前最後開辦的一條巴士路線。由開辦直至專營權變更，前後只有13天。

### 城巴A25線
- 啟德 ↔ 機場

於2023年4月1日投入服務，途經啟晴邨、德朗邨、土瓜灣、紅磡、尖沙咀、西九龍公路、昂船洲大橋、青嶼幹線、港珠澳大橋香港口岸及一號客運大樓。

### 城巴E23線、E23A線
E23
- 慈雲山（南） ↔ 機場

1998年7月6日：本線隨新機場啟用而投入服務，由城巴營辦，為九龍城區及黃大仙區的乘客提供往返東涌及機場的巴士服務。
E23A
- 慈雲山（南） ↔ 機場

於2018年12月16日投入服務，此線與E23線不同的是繞經東涌北。

### 城巴N23線
- 慈雲山（北） ↔ 東涌站（經機場）

1999年4月25日投入服務，途經西九龍公路、青葵公路、長青隧道、長青公路、青嶼幹線、北大嶼山公路。

## 總站小巴路線

### 九龍區專線小巴2線
- 黃埔花園 ↔ 又一城

### 九龍區專線小巴2A線
- 黃埔花園 ↔ 又一城

### 九龍區專線小巴26A線
- 黃埔花園 ↺ 中港城

## 過往路線
- 九龍巴士212線
- 九龍區專線小巴6線
- 九龍區專線小巴6X線

## 車坑分佈

### 巴士總站
| 車坑分佈（以入口最左邊起計） | 車坑分佈（以入口最左邊起計） | 車坑分佈（以入口最左邊起計）                                         |
| 車坑編號                     | 車坑數目                     | 路線                                                                 |
| ---------------------------- | ---------------------------- | -------------------------------------------------------------------- |
| 1                            | 單坑                         | 九龍巴士12A線                                                        |
| 2                            | 單坑                         | 九龍巴士30X線                                                        |
| 3                            | 單坑                         | 九龍巴士8A、8P線                                                     |
| 4                            | 雙坑                         | 九龍巴士5D線 過海隧道巴士115、115P線 城巴A25、E23、E23A、N23、NA20線 |

- 有底線班次為雙向途經

### 小巴總站
| 車坑分佈（以入口最左邊起計） | 車坑分佈（以入口最左邊起計） | 車坑分佈（以入口最左邊起計） |
| 車坑編號                     | 車坑數目                     | 路線                         |
| ---------------------------- | ---------------------------- | ---------------------------- |
| 1                            | 單坑                         | 專線小巴2、2A線              |
| 2                            | 雙坑                         | 後備                         |
| 3                            | 單坑                         | 專線小巴26線                 |
| 4                            | 單坑                         | 後備                         |

## 使用狀況
- 黃埔花園在沒有鐵路服務前，即使最近港鐵站為紅磡站，需要接駁巴士或小巴，如行走亦需時10至20分鐘，居民出入港九各區大多靠巴士或小巴，所以巴士總站使用量頗高。
- 港鐵觀塘綫黃埔站於2016年10月23日通車後，公共運輸交匯處可讓乘客轉乘小巴前往何文田、土瓜灣和九龍城。

## 其他
2024年7月28日，為配合港鐵觀塘線隧道大型資產更新工程，港鐵委托九巴提供30X線來往黃埔至油麻地的免費接駁服務，為此九巴於本總站進行了臨時的站位遷移，特別車沿用昔日212線的站位。